# Chronologie de la seconde intifada
 (novembre 2015).
 (février 2012).
Si vous disposez d'ouvrages ou d'articles de référence ou si vous connaissez des sites web de qualité traitant du thème abordé ici, merci de compléter l'article en donnant les références utiles à sa vérifiabilité et en les liant à la section « Notes et références ».
La seconde Intifada ou Intifada Al-Aqsa (en Arabe إنتفاضة فلسطينية ثاني) désigne l'ensemble des évènements ayant marqué le soulèvement des Palestiniens à partir de septembre 2000.

## Chronologie
Note : Cette chronologie n'est pas exhaustive

### 2000
La plupart des historiens et commentateurs considèrent la date du 28 septembre 2000 comme le point de départ de la seconde Intifada,,. Mais des actes de violence s'étant produits les jours précédents, notamment à Netzarim dans la bande de Gaza, certains observateurs retiennent la date du 27 septembre, et d'autres la date du 29, qui marque le début des affrontements.
- 28 septembre : À Jérusalem, la visite d'Ariel Sharon sur l'esplanade des Mosquées/mont du Temple provoque des affrontements entre Palestiniens et forces de sécurité israéliennes qui essuieront trois morts jetées par les fenêtres[réf. nécessaire].
- 29 septembre : Début des affrontements.
- Des affrontements se déroulent à Naplouse sur le site religieux du tombeau de Joseph qui est visé par des militants palestiniens armés. 17 d'entre eux meurent. Un soldat israélien est tué. Le site est abandonné par l'armée israélienne le 7 octobre. Le tombeau, le poste militaire et une yechiva sont saccagés après ce retrait.
- 7 octobre : Adoption par le Conseil de sécurité de l'ONU de la résolution 1322 déplorant la visite d'Ariel Sharon, le chef du Likoud, qui s'était rendu le 28 septembre sur l'esplanade des Mosquées/mont du Temple à Jérusalem et les émeutes palestiniennes qui se sont ensuivies dès le lendemain avec le déclenchement de la Seconde Intifada.
- 12 octobre : Deux réservistes israéliens (Vadim Norzich and Asi Avrahami) s'égarent et entrent dans Ramallah et sont arrêtés par l'Autorité palestinienne. La foule palestinienne force le poste de police et, avec l'aide de quelques policiers, lynche les deux Israéliens avant de traîner leurs corps dans la rue. La scène fut filmée par un cadreur italien et télédiffusée. Les bombardements israéliens de représailles contre l'Autorité palestinienne suivirent cet événement. La police palestinienne affirme après coup que ces réservistes étaient des soldats infiltrés.
- 1er novembre : Rencontre entre Yasser Arafat et Shimon Peres afin de mettre fin aux violences.
- 2 novembre : Attentat à la voiture piégée à Jérusalem, 2 morts et 10 blessés.
- 20 novembre : Explosion d'une bombe touchant un bus scolaire à Kfar Darom, 2 morts et 9 blessés.
- 22 novembre : Explosion d'une voiture piégée à Hadera, 2 morts et 60 blessés.

### 2001
- 14 février : Détournement d'un bus à Holon, 8 morts et 25 blessés.
- 2 mars : Ubay Muhammad Mahmoud Darraj, 9 ans, originaire de al-Bireh, tué alors qu'il se trouvait dans la maison de ses parents par un tir de l'armée israélienne depuis la colonie de Psagot[7].
- 22 avril : Attentat-suicide à Kfar Saba, 1 mort et 60 blessés.
- 18 mai : Attentat-suicide près de Netanya, 5 morts et 100 blessés.
- 1er juin : Attentat du Dolphinarium à Tel-Aviv à l'extérieur d'une discothèque, 21 morts et 120 blessés.
- 22 juin : Attentat-suicide à Dugit, 2 morts.
- 16 juillet : Attentat-suicide à Binyamina, 2 morts et 11 blessés.
- 9 août : Attentat de la pizzeria Sbarro à Jérusalem, 15 morts et 130 blessés.
- 9 septembre : Attentat-suicide à Nahariya, 3 morts et 90 blessés.
- 7 octobre : Attentat-suicide dans la vallée de Beit She'an, 1 mort.
- 29 novembre : Attentat-suicide vers Hadera, 3 morts et 9 blessés.
- 1er décembre : Attentat-suicide à Jérusalem, 10 morts et 180 blessés.
- 2 décembre : Attentat-suicide à Haïfa, 15 morts et 40 blessés.
- 12 décembre : Attaque de bus dans le nord de la Cisjordanie, 10 morts et 30 blessés.

### 2002
- 3 janvier : Saisie par l'armée israélienne du bateau Karine A transportant des armes palestiniennes.
- 27 janvier : Attentat-suicide à Jérusalem, 1 mort et 150 blessés.
- 16 février : Attentat-suicide en Cisjordanie, 3 morts et 30 blessés.
- 18 février : Attentat-suicide vers Jérusalem, 1 mort.
- 2 mars : Attentat-suicide à Jérusalem, 11 morts et 50 blessés.
- 8 mars : Mahmoud Salah, membre de Brigades des martyrs d'Al-Aqsa, est arrêté à Beth Hanina, un quartier de Jérusalem-Est, par la police israélienne.
- 9 mars : Attentat-suicide à Jérusalem, 11 morts et 54 blessés.
- 20 mars : Attentat-suicide près d'Afoula, 7 morts et 30 blessés.
- 21 mars : Attentat-suicide à Jérusalem, 3 morts et 86 blessés.
- 27 mars : Attentat de l'hôtel Park de Netanya, 30 morts et 140 blessés.
- 31 mars : Attentat-suicide à Haïfa, 15 morts et 40 blessés.
- 1er avril : Attentat-suicide à Jérusalem, 1 mort.
- 3 - 11 avril : offensive israélienne contre le camp de réfugiés de Jénine. 30 soldats israéliens et une cinquantaine de Palestiniens meurent dans des affrontements. Ces événements sont grossis et déformés par les médias.
- 4 avril : Attentat-suicide dans un café à Tel-Aviv, 1 mort et 30 blessés.
- 10 avril : Attentat-suicide à l'est d'Haïfa, 8 morts et 22 blessés. Vote par le Parlement européen d’une résolution recommandant la suspension de l’accord d’association entre Israël et l’UE, principal partenaire commercial d’Israël.
- 12 avril : Attentat-suicide d'une femme à Jérusalem, 6 morts et 104 blessés.
- 7 mai : Attentat-suicide au sud de Tel-Aviv, 15 morts et 55 blessés.
- 19 mai : Attentat-suicide à Netanya, 3 morts et 59 blessés.
- 22 mai : Attentat-suicide à Rishon LeZion, 2 morts et 40 blessés.
- 27 mai : Attentat-suicide à Petah Tikva, 2 morts et 37 blessés.
- 5 juin : Explosion d'un bus près d'Afoula, 17 morts et 38 blessés.
- 11 juin : Attentat-suicide à Herzliya, un mort et 15 blessés.
- 18 juin : Attentat de Patt Junction à Jérusalem, 19 morts et 74 blessés.
- 19 juin : attentat-suicide au nord de Jérusalem, 7 morts et 50 blessés.
- 17 juillet : double attentat-suicide à Tel-Aviv, 5 morts et 40 blessés.
- 31 juillet : explosion dans la cafétéria de l'université de Jérusalem, 9 morts et 85 blessés.
- 4 août : attentat-suicide près d'Haïfa, 9 morts et 50 blessés.
- 18 septembre : attentat-suicide à Umm al-Fahm, 1 mort et 3 blessés.
- 21 octobre : explosion d'une bombe de plus de 100 kg vers Tel-Aviv, 14 morts et 50 blessés.
- 27 octobre : attentat-suicide en Cisjordanie, 3 morts et 20 blessés.
- 4 novembre : attentat-suicide à Kfar Saba, 2 morts et 70 blessés.
- 15 novembre : trois grenades lancées dans un groupe à Hébron, 12 morts et 15 blessés.
- 21 novembre : attentat-suicide dans la banlieue de Jérusalem, 11 morts et 50 blessés.

### 2003
- 5 janvier : double attentat-suicide à Tel-Aviv, 23 morts et 120 blessés
- 5 mars : attentat-suicide à Haïfa, 17 morts et 53 blessés
- 24 avril : attentat-suicide à Kfar Saba, 1 mort et 13 blessé
- 30 avril : attentat-suicide à Tel-Aviv devant un pub en bord de mer, 3 morts et 60 blessés
- 18 mai : attentat-suicide à Jérusalem, 7 morts et 20 blessés
- 19 mai : attentat-suicide à Afoula, 3 morts et 70 blessés
- 11 juin : attentat-suicide vers Jaffa, 17 morts et 100 blessés
- 19 juin : attentat-suicide au sud de Beit She'an, 1 mort
- 7 juillet : attentat-suicide à Moshar Kfar Yavetz, 1 mort
- 12 août : attentat-suicide par un adolescent à Ariel, 1 mort et 3 blessés
- 19 août : attentat-suicide à Jérusalem, 23 morts et 130 blessés
- 9 septembre :
  - attentat-suicide à l'entrée de la base militaire de Tzrifin, 9 morts et 30 blessés
  - attentat-suicide dans la banlieue de Jérusalem, 7 morts et 50 blessés
- 4 octobre : Attentat du restaurant Maxim à Haïfa, 21 morts et 60 blessés
- 25 décembre : attentat-suicide près de Petah Tikva, 4 morts et 20 blessés

### 2004
- 14 janvier : attentat-suicide d'une femme à la frontière avec Gaza, 4 morts et 10 blessés
- 29 janvier : attentat-suicide à Jérusalem, 11 morts et 50 blessés
- 22 février : attentat-suicide à Jérusalem, 8 morts et 60 blessés
- 14 mars : attentat-suicide dans le port d'Ashdod, 10 morts et 16 blessés
- 22 mars : Assassinat du cheikh Ahmed Yassine par un tir de missile israélien.
- 17 avril : Assassinat de Abdel Aziz al-Rantissi par un tir de roquettes israélien.
- 31 août : double attentat-suicide à Beer-Sheva, 16 morts et 100 blessés
- 22 septembre : attentat-suicide à Jérusalem, 2 morts et 17 blessés
- 7 octobre : double attentat-suicide dans le Sinaï, 32 morts et 120 blessés
- 1er novembre : attentat-suicide à Tel-Aviv, 3 morts et 30 blessés

### 2005
- 18 janvier : attentat-suicide au Gush Katif, 1 mort et 8 blessés.
- 25 février : attentat-suicide à Tel-Aviv, 5 morts et 50 blessés.
- 12 juillet : attentat-suicide à Netanya, 6 morts et 90 blessés.
- 14 juillet : un terroriste palestinien des Brigades des martyrs d'Al-Aqsa est tué à Naplouse.
- 15 juillet :
  - raids israéliens sur Gaza et en Cisjordanie qui ont tué au moins 6 terroristes palestiniens
  - affrontements entre les forces de sécurité palestinienne et des membres du Hamas
- 17 juillet
  - Saïd Seyam, le commandant du Hamas à Khan Younès a été assassiné par l'armée israélienne.
  - un obus de mortier tiré par des palestiniens a atterri sur une maison de Neveh Dekalim, tuant les habitants.
  - l'armée israélienne s'est déployée en nombre à la frontière avec Gaza, alors que Mahmoud Abbas déclare qu'il fera tout son possible pour empêcher les tirs de roquette sur Israël.
- 23 juillet : un attentat-suicide a été déjoué par Tsahal, qui a arrêté un jeune palestinien de 18 ans qui avait traversé la frontière et s'apprêtait à commettre un attentat dans la région de Tel-Aviv.
- 24 juillet : fusillade dans la Bande de Gaza, un israélien est tué et trois autres blessés.
- 28 juillet : un terroriste palestinien a été tué à Tulkarem.
- 7 août : un jeune garçon israélien de 10 ans et un adulte ont été blessés lors de l'attaque de leur véhicule près d'Ateret en Cisjordanie.
- 24 août :
  - un juif orthodoxe est tué par arme blanche dans la vieille ville de Jérusalem.
- 25 août : un policier israélien est poignardé à Hébron.
- 28 août : attentat-suicide à la gare routière de Beer-Sheva faisant une quarantaine de blessés.
- 10 septembre : le général israélien Doron Almog évite de peu une arrestation à Londres pour «crimes de guerre».
- 13 septembre : un obus de mortier en provenance de la Bande de Gaza est tombé sur un village israélien sans faire de victimes.
- 23 septembre : Lors d'une manifestation du Hamas à Djabalya dans la Bande de Gaza, une jeep a explosé dans la foule faisant 15 morts et 80 blessés. L'Autorité palestinienne a accusé le Hamas d'être responsable de l'incident en manifestant avec des armes, le Hamas accuse Israël d'avoir mené une attaque aérienne.
- 24 septembre :
  - un intense bombardement à la roquette tombe sur Sderot en Israël, faisant 5 blessés.
  - pour mettre fin au lancement de roquettes, Israël mène des raids aériens de représailles contre les populations civiles sur la Bande de Gaza, détruisant des usines et des maisons. Un autre raid a attaqué de voitures.
  - les territoires palestiniens sont bouclés et Israël déploie des batteries d'artillerie près de la Bande de Gaza.
  - 3 nouvelles roquettes ont été tirées faisant 3 blessés israéliens. Cela porte à 34 le nombre de roquettes lancées en 2 jours.
- 25 septembre :
  - Tsahal mène un raid contre une école supposée être utilisée par le Hamas.
  - Tsahal arrête 207 civils palestiniens en Cisjordanie, dont Cheikh Hassan Youssouf, un des dirigeants du Hamas.
- 26 septembre : poursuite des tirs de missiles israéliens. Mahmoud al-Zahar, l'un des chefs du Hamas, affirme que les tirs de roquette contre Israël vont être cessés.
- 27 septembre : les échanges de tirs se poursuivent entre Tsahal et les militants du Hamas. Le corps de Sasson Nuriel a été retrouvé, c'était un homme d'affaires israélien qui a été enlevé. Le Hamas revendique son assassinat.
- 29 septembre : trois militants palestiniens ont été tués à Jénine.
- 30 septembre : deux militants des brigades des martyrs d'Al-Aqsa ont été abattus lors d'une attaque israélienne sur Naplouse
- 2 octobre : Israël suspend ses actions dans la Bande de Gaza, alors que des affrontements entre policiers palestiniens et militants du Hamas ont fait 3 morts et 47 blessés.
- 3 octobre : manifestation des policiers palestiniens contre le Hamas.
- 5 octobre : un palestinien de 18 ans a été arrêté en Cisjordanie alors qu'il a essayé de poignarder des soldats israéliens.
- 7 octobre : le Hamas accuse les services de sécurité palestinien d'avoir enlevé 4 militants.
- 9 octobre : un palestinien armé est abattu par Tsahal en Cisjordanie, près de Naplouse.
- 15 octobre : une roquette non explosée a été retrouvé dans le ranch d'Ariel Sharon, près de la tombe de sa femme.
- 16 octobre : trois israéliens et un responsable du Jihad islamique ont été tués en Cisjordanie. Ce sont les premiers morts israéliens depuis le retrait de la Bande de Gaza en août 2005.
- 20 octobre : un palestinien qui a jeté une bombe incendiaire près de Bethléem, a été abattu par des soldats israéliens.
- 23 octobre : Louaï Saadi, l'un des principaux chefs de la branche militaire du Jihad islamique palestinien en Cisjordanie, est assassiné par l'armée israélienne. Cette attaque semble s'inscrire dans la politique d'assassinats ciblés de Tsahal.
- 25 octobre : Tsahal a mené des raids dans la bande de Gaza en tirant des missiles sur des bâtiments supposés appartenir au Jihad islamique et aux Brigades des martyrs d'al-Aqsa.
- 26 octobre : attentat-suicide à Hadera, revendiqué par le Jihad islamique palestinien, qui prétend répondre à l'assassinat de Louaï Saadi. 5 morts et une trentaine de blessés israéliens.
- 27 octobre :
  - Tsahal tire un missile contre le véhicule d'un chef local des brigades Al-Quds du Djihad islamique, Shahdi Mohanna, et de son adjoint, dans le camp de réfugiés de Djebalia, au nord de la Bande de Gaza.
  - Tsahal démantèle des implantations près de Kiryat Arba en Cisjordanie.
- 28 octobre : un militant des Brigades des martyrs d'Al Aksa est tué par un missile visant sa voiture.
- 29 octobre : Tsahal a mené des attaques aériennes dans la bande de Gaza en prenant pour cible des bâtiments supposés servir à la réalisation de roquettes.
- 30 octobre : deux militants du Djihad islamique ont trouvé la mort près de Djénine, dans une fusillade avec l'armée israélienne.
- 1er novembre : deux militants palestiniens Hassan al Madhoun, haut responsable des Brigades des martyrs d'Al Aksa, et Faouzi Abou al Karea chef de la branche militaire du Hamas dans le camp ont été abattus dans leur voiture.
- 2 novembre :
  - un soldat israélien membre des unités anti-terroriste a été abattu par un militant du Hamas dans la ville Yirka au nord de la Cisjordanie.
  - à Kabatia, un militant des Brigades des martyrs d'Al Aksa a été abattu par les forces israéliennes.
- 3 novembre
  - des soldats israéliens de la base militaire du kibboutz de Nahal Oz ont été blessés par des obus de mortier tirés depuis la bande de Gaza.
- 13 novembre : un activiste palestinien a été abattu par Tsahal près de Djénine.
- 14 novembre : deux activistes palestinien, dont un chef du Hamas, ont été tués à Gaza et en Cisjordanie.
- 21 novembre : de violents combats ont eu lieu à la frontière libanaise entre Tsahal et des militants du Hezbollah. Des soldats israéliens ont été blessés et 4 militants du Hezbollah tués.
- 22 novembre : Tsahal a mené des raids aériens au Sud Liban, en représailles au harcèlement du Hezbollah selon le ministre de la défense israélien Shaul Mofaz.
- 24 novembre : Tsahal a obtenu la reddition d'Iyad Abou el Rob, le chef du Djihad islamique à Djénine, après un siège d'une journée.
- 25 novembre : le poste frontière de Rafah entre la bande de Gaza et l'Égypte a été ouvert, permettant ainsi aux palestiniens de la bande de Gaza de circuler.
- 28 novembre : un palestinien a lancé un engin explosif sur un poste de l'armée israélienne près du tombeau des Patriarches à Hébron. Cet incident n'a pas fait de victimes.
- 29 novembre : un palestinien a été blessé par l'armée israélienne, lors d'un échange de tirs à Bethléem.
- 3 décembre : un palestinien a été tué, alors qu'il essayait de s'infiltrer en Israël depuis la bande de Gaza.
- 4 décembre : trois missiles israéliens s'abattent dans la bande de Gaza.
- 5 décembre : un kamikaze palestinien s'est fait exploser à Netanya devant un centre commercial. Cet attentat a fait 5 morts et une quarantaine de blessés.
- 7 décembre : Mahmoud el Arkan, chef d'un groupe de terroristes a été abattu par un missile dans la bande de Gaza.
- 8 décembre :
  - 3 terroristes palestiniens des brigades des martyrs d'Al Aqsa ont été abattus lors d'un raid aérien israélien dans la bande de Gaza.
  - un soldat israélien a été poignardé à un barrage militaire entre Jérusalem et Ramallah.
- 9 décembre : le Hamas déclare la fin de la trêve contre Israël, observée depuis mars 2005.
- 10 décembre :
  - un palestinien a été abattu à Rafah par des tirs en provenance d'un navire israélien, selon des médecins palestiniens.
  - le Dhijad islamique a déclaré ne pas vouloir reconduire la trêve contre Israël en 2006.
- 12 décembre : après des tirs de roquette sur la ville israélienne de Sderot, l'armée israélienne a tiré des obus sur la bande de Gaza.
- 14 décembre : un raid israélien a fait quatre morts et quatre blessés dans la bande de Gaza.
- 15 décembre : quatre tirs de roquette en provenance de la bande de Gaza ont atterri en Israël en ne faisant aucun blessé.
- 16 décembre :
  - un raid aérien dans la bande de Gaza a fait 2 blessés palestiniens.
  - une fusillade à Hébron a fait un mort israélien et deux blessés.
- 17 décembre : un terroriste palestinien a été tué à Gaza par un tir de missile israélien.
- 18 décembre : l'armée israélienne a mené 8 raids aériens sur Gaza tuant au moins 2 palestiniens.
- 21 décembre : un activiste du Hamas a été tué en Cisjordanie par l'armée israélienne.
- 23 décembre : l'armée israélienne a décidé d'établir un no mans land au nord de la bande de Gaza. Un siège aérien y sera imposé.
- 26 décembre : Tsahal a tiré des obus de mortiers sur des terrains de la bande de Gaza, qui sont suspectés de servir de base pour les tirs de roquettes contre Israël.
- 27 décembre :
  - trois roquettes ont explosé au nord d'Israël.
  - des raids israéliens ont été menés sur Gaza, des immeubles suspectés de servir aux terroristes ont été visés.
- 28 décembre :
  - des fusillades à Gaza opposent activistes et policiers quelques semaines avant les élections.
  - Tsahal a mené un raid aérien près de Beyrouth contre un groupe pro syrien.
  - Tsahal a pilonné le nord de la bande de Gaza, une douzaine d'obus s'y sont abattus.
- 29 décembre : un policier israélien et deux palestiniens sont morts dans l'attentat suicide contre un barrage militaire près de Tulkarem.
- 31 décembre : deux palestiniens ont été tués par des tirs israéliens sur le nord de la bande de Gaza.

### 2006
- 2 janvier : trois terroristes palestiniens ont trouvé la mort dans un raid israélien mené sur la bande de Gaza.
- 3 janvier : une roquette tirée depuis la bande de Gaza s'est abattue sur une station service de la ville de Sderot.
- 17 janvier : un chef du Hamas a été tué en Cisjordanie près de Tulkarem.
- 19 janvier :
  - un attentat suicide fait 15 blessés à Tel-Aviv.
  - un palestinien en train d'allumer une bombe incendiaire a été tué par l'armée israélienne près de Hébron
- 5 février :
  - un palestinien a poignardé au moins quatre passagers d'un minibus à Petah Tikva près de Tel-Aviv
  - un raid aérien sur Gaza, mené par l'armée israélienne, a tué deux Palestiniens dont l'artificier en chef du Jihad islamique
- 6 février : un raid israélien a été mené près de Djabalya, deux missiles ont été tirés sur une voiture où étaient deux terroristes palestiniens des brigades des martyrs d'al Aqsa.
- 7 février : un chef du Jihad islamique a été abattu à Naplouse.
- 9 février : 2 palestiniens tentant de s'infiltrer pernicieusement dans la bande de Gaza d'Israël, sans doute pour y commettre des attentats, ont été heureusement neutralisés par l'armée israélienne
- 15 février : une jeune palestinien de 20 ans a été tué alors qu'il s'approchait de soldat israélien, en criant, muni d'une arme factice. Il s'avère que cet homme souffrait de troubles mentaux.
- 19 février : deux terroristes palestiniens en train d'installer des engins explosifs ont été justement occis à Balata près de Naplouse.
- 23 février : cinq palestiniens ont été tués à Naplouse alors que l'armée israélienne y mène une vaste opération.
- 24 février : l'armée israélienne a abattu deux terroristes palestiniens qui étaient en train de poser des bombes à la frontière entre la bande de Gaza et Israël.
- 6 mars : un raid aérien israélien a été mené sur la bande de Gaza. Deux terroristes palestiniens du Jihad islamique ont été tués.
- 14 mars : Tsahal a mené une opération militaire à Jéricho afin de capturer Ahmad Saadat.
- 16 mars : un soldat israélien a été assassiné à Djénine lors d'une opération visant à capturer des terroristes palestiniens.
- 21 mars : la police israélienne a déjoué un attentat en arrêtant, à l'issue d'une course poursuite, un groupe de terroristes palestiniens transportant des explosifs.
- 22 mars : un palestinien est mort dans le camp d'Akouar Jaba près de Jéricho, lors d'un raid israélien visant à arrêter des terroristes palestiniens.
- 23 mars : deux terroristes palestiniens ont été abattus à la frontière de la bande de Gaza et Israël alors qu'ils s'apprêtaient à poser une bombe.
- 27 mars : un terroriste palestinien a été tué dans la bande de Gaza par l'armée israélienne alors qu'il tirait des roquettes vers le territoire israélien selon Israël.
- 30 mars : un palestinien qui s'était déguisé en juif orthodoxe s'est fait prendre en auto stop et s'est explosé dans la voiture près de la colonie de Kedumim en Cisjordanie. Quatre israéliens sont morts.
- 31 mars : Tsahal a mené des opérations aériennes sur la bande de Gaza en riposte à l'attentat suicide de la veille.
- 1er avril : le nord de la bande de Gaza a été bombardé par l'armée israélienne afin d'empêcher des tirs de roquettes.
- 4 avril : des raids aériens terroristes ont été menés sur la bande de Gaza.
- 7 avril : Tsahal a mené plusieurs raids aériens sur la bande de Gaza, à la suite de tirs de roquettes.
- 8 avril : deux attaques aérienne de l'armée israélienne font 8 morts près du camp de réfugiés de Khan Younès dans la bande de Gaza.
- 9 avril : l'armée israélienne bombarde en représailles le nord de la bande de Gaza faisant un mort palestinien.
- 10 avril : des tirs d'artilleries par l'armée israélienne ont fait une dizaine de blessés et un mort dans le nord de la bande de Gaza.
- 12 avril : deux terroristes palestiniens ont été tués par l'armée israélienne alors qu'ils s'approchaient de la frontière israélienne.
- 14 avril : un responsable terroriste palestinien, Youssef Shibrawi, a été arrêté près de Tulkarem par l'armée israélienne. Il avait été relâché d'une prison palestinienne le 9 février 2006
- 17 avril : un attentat suicide perpétré dans une sandwicherie du centre de Tel-Aviv fait 9 morts et 49 blessés.
- 27 avril : deux terroristes palestiniens ont été tués par un raid israélien sur Gaza.
- 1er mai : une palestinienne a été tuée lors d'un raid israélien à Tulkarem.
- 5 mai :
  - un raid israélien contre un camp palestinien de réfugiés à Gaza fait 5 morts et des blessés.
  - un palestinien est tué par l'armée israélienne à Naplouse.
- 10 mai : un raid israélien visant un camp de réfugiés palestiniens a été mené près de Khan Younès, sans faire de victimes.
- 12 mai : un terroriste palestinien est tué près de Naplouse lors d'une tentative d'arrestation.
- 20 mai : Israël neutralise un des terroriste palestiniens